# Gigg Lane
Le Gigg Lane Stadium, est un stade de football construit en 1885 et ouvert au public la même année.
Ce stade, situé à Bury, Grand Manchester, en Angleterre, peut accueillir 11 840 spectateurs.

## Histoire
Ce stade est le domicile du club de Bury FC, depuis 1885, mais aussi depuis 2005 du F.C. United of Manchester qui joue en NPL Premier Division.
Le stade a également accueilli le club des Swinton Lions de 1992 à 2002.